# (7625) Louisspohr
(7625) Louisspohr ist ein Asteroid des mittleren Hauptgürtels, der am 29. September 1973 von dem niederländischen Astronomenehepaar Cornelis Johannes van Houten und Ingrid van Houten-Groeneveld entdeckt wurde. Die Entdeckung geschah im Rahmen der Zweiten Trojaner-Durchmusterung, bei der von Tom Gehrels mit dem 120-cm-Oschin-Schmidt-Teleskop des Palomar-Observatoriums (IAU-Code 675) aufgenommene Feldplatten an der Universität Leiden durchmustert wurden.
Benannt wurde er nach dem deutschen Komponisten, Dirigenten, Gesangspädagogen, Organisator von Musikfesten und Geiger Louis Spohr (1784–1859), der internationalen Ruf genoss und neben dem Italiener Niccolò Paganini zu den größten Geigern seiner Zeit zählt.